# Villa Bayer (Erkrath)

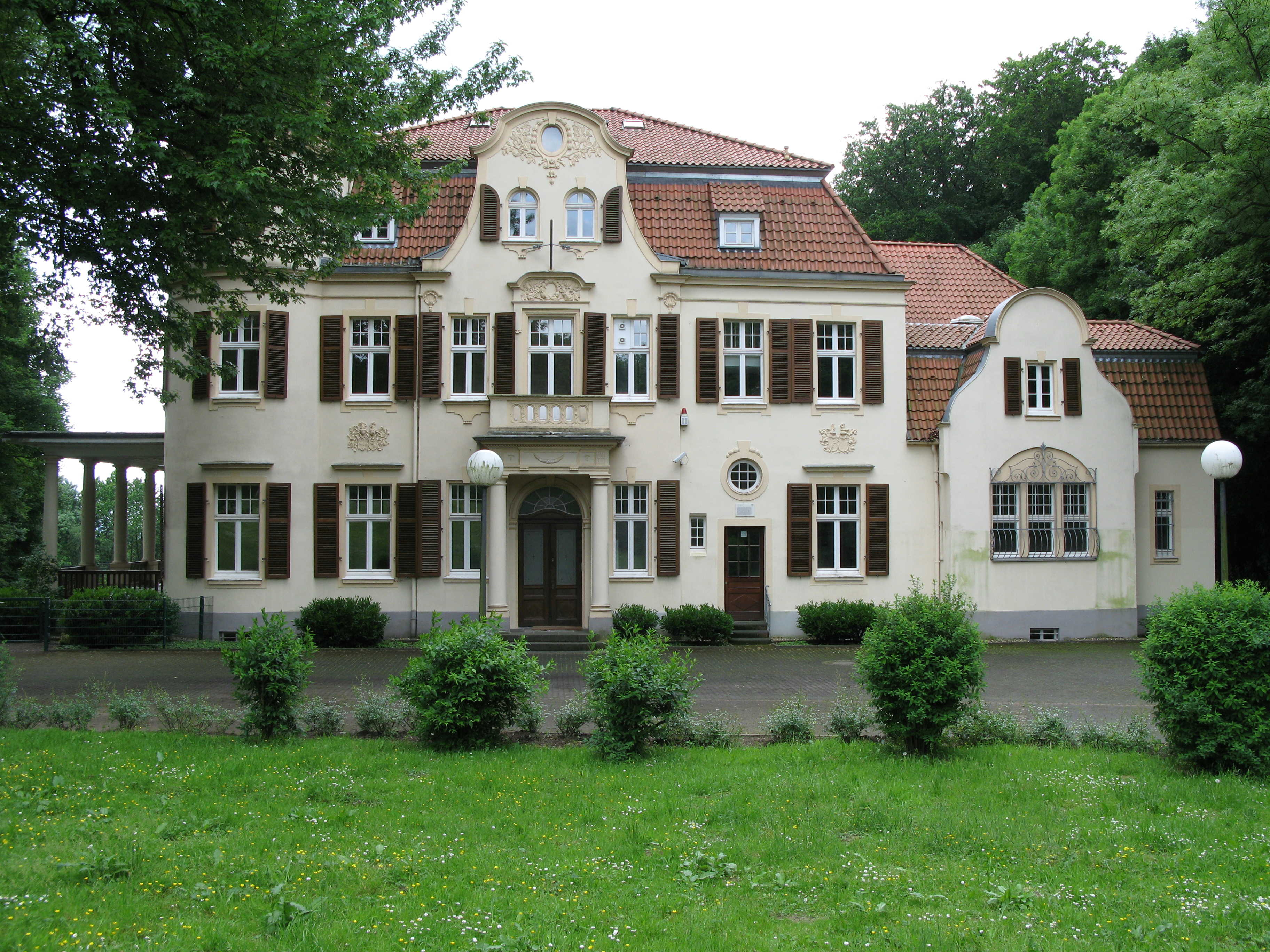
Villa Bayer (2008)

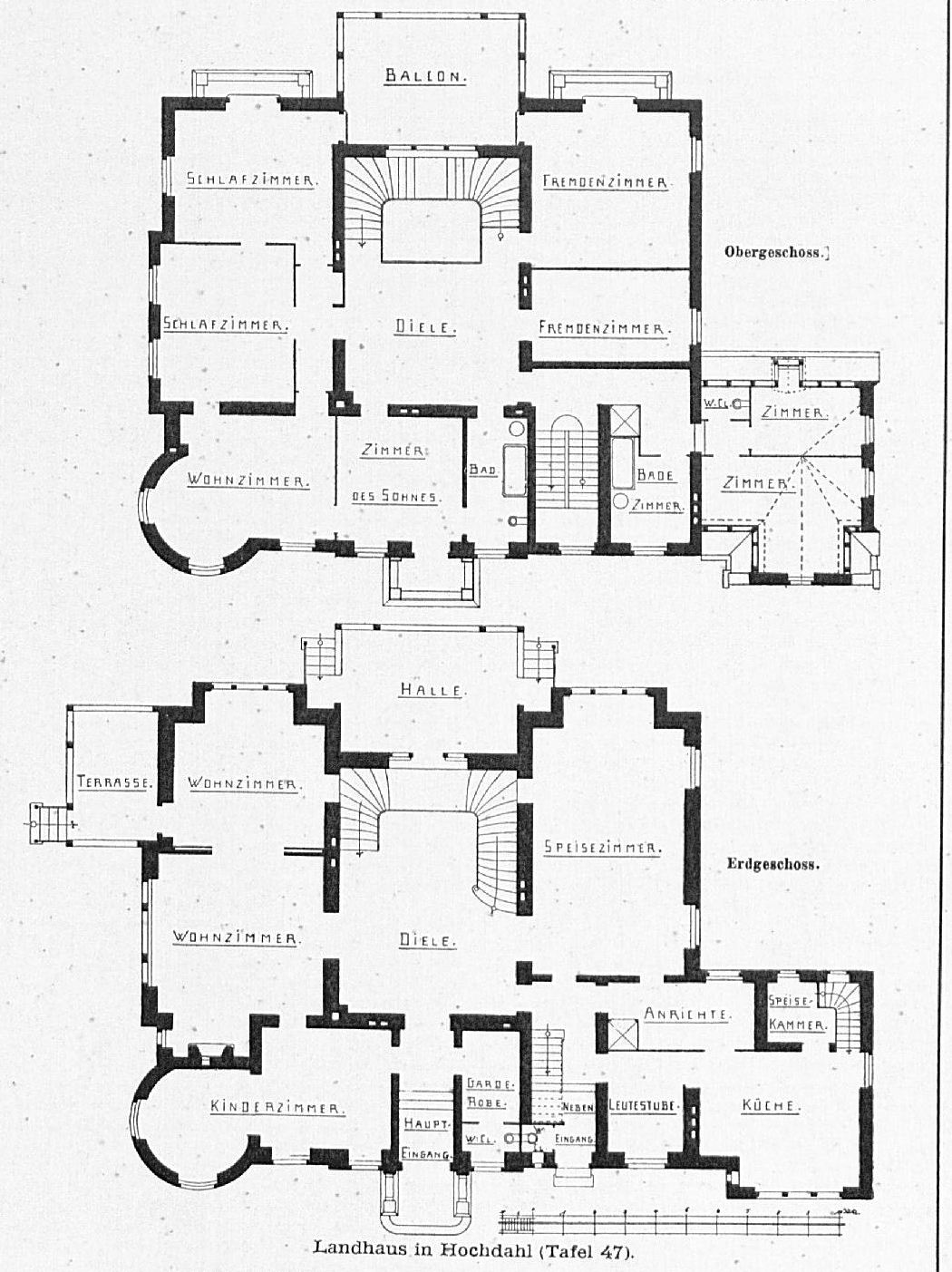
Grundrisse

Die Villa Bayer ist ein denkmalgeschütztes Gebäude auf dem Falkenberg in Erkrath-Hochdahl.

## Geschichte
Das Gebäude wurde 1898/99 im Auftrag des Kommerzienrates Arthur Meckel nach Entwürfen der Berliner Architekten Heinrich Kayser und Karl von Großheim errichtet. Zunächst Haus Falkenberg genannt, ist das Haus heute unter dem Familiennamen seines späteren Eigentümers Friedrich Bayer bekannt. Der Sohn des gleichnamigen Unternehmensgründers des Unternehmens Friedr. Bayer & Comp. erwarb das Haus 1910. Zu dem Anwesen gehörten seinerzeit große Waldflächen, zwei Bauernhöfe, ein Gästehaus sowie weitere Gebäude für Gärtner, Kutscher und Förster. Das Hauptgebäude erfuhr unter Friedrich Bayer, der das Haus als Altersruhesitz nutzte, einige Umbauten. Das Anwesen verblieb bis in die 1970er Jahre im Familienbesitz.
Danach wurde die Nutzung des Hauses zu Bürozwecken umgewidmet. Zwischen 2008 und 2010 stand das Anwesen leer und sollte verkauft werden. Im Sommer 2010 beschloss der Eigentümer, die Villa mit seiner eigenen Firma zu nutzen und renovierte das Gebäude von August bis Dezember 2010.

## Beschreibung
Links am Haus befindet sich ein runder Eckturm. Die Mittelachse der Schaufassade prägt ein Schweifgiebel in der Dachgeschosszone. Im ersten Obergeschoss in der Mittelachse befindet sich ein Altan, der auf Säulen ruht. Der auf den Säulen aufliegende Architrav ist mit tropfenähnlichen Guttae geschmückt. Später wurde das Gebäude um eine Ostterrasse mit Säulen und eine Südterrasse erweitert. Das Haus hat eine Wohn- und Nutzfläche von rund 1200 Quadratmetern.